# John Redman
John „Jack” Roland Redman (ur. 31 stycznia 1898 w Anklam, zm. 29 maja 1970 w San Francisco) – amerykański zapaśnik walczący w stylu wolnym. Olimpijczyk z Antwerpii 1920, gdzie zajął czwarte miejsce w wadze półciężkiej.
Admirał United States Navy w czasie II wojny światowej.

## Letnie Igrzyska Olimpijskie 1920
| Konkurencja        | Rundy eliminacyjne    | Rundy eliminacyjne      | Rundy eliminacyjne    | Klas. końcowa |
| Konkurencja        | Ćwierćfinał           | Półfinał                | O 3 miejsce           | Miejsce       |
| ------------------ | --------------------- | ----------------------- | --------------------- | ------------- |
| 82,5 kg styl wolny | Walter Wilson (GBR) Z | Charles Courant (SUI) P | Walter Maurer (USA) P | 4.            |